# Garreta mundus
Garreta mundus là một loài bọ cánh cứng trong họ Bọ hung (Scarabaeidae).